# Ergomotricité
 (février 2008).
 (février 2008).
La forme ressemble trop à un extrait de cours et nécessite une réécriture afin de correspondre aux standards de Wikipédia.
L’ergomotricité étudie le comportement physique et mental de l'homme au travail et au-delà dans sa vie quotidienne et ses loisirs. Elle désigne l'ensemble des pratiques motrices considérées comme un travail. Elle représente à elle seule 90 % des mouvements de l'Homme qui sont consacrés à une activité physique de travail.
L'ergomotricité est un concept qui tente de s'approprier les compétences de différents corps de métier : psychomotricien, ergothérapeute et kinésithérapeute. Il n'existe pas de formation qualifiante à ce concept. 

## Concept d'ergomotricité

### Origines
Le mot « ergomotricité » provient du grec ergon signifiant « travail », et de  « motricité » qui désigne l'accomplissement d'une série d'actions musculaires visant le mouvement volontaire tout en constituant une action observable et un intérêt éducatif portés aux activités de travail.
Ce néologisme a été employé pour la première fois en public au cours d'une conférence tenue lors du Council of Europe à Helsinki en 1980 par Michel Gendrier, docteur-chercheur en ergomotricité.
De 1952 à 1956, ouvrier dans une entreprise, et sportif espoir d'athlétisme, Michel Gendrier découvre le peu d'intérêt que l'on porte à la préparation physique des travailleurs par rapport à l'intérêt porté aux sportifs, (prise de pouls, échauffement, analyse des mouvements, apprentissage de gestes justes, rythmes dans l'effort, entraînement cardio-vasculaire, massage, diététique...). Devant ce manquement, en milieu du travail, il intervient en 1960 pour convaincre les entreprises d'enseigner les gestes efficaces et sécurisés, sur les postes de travail à risques. Organisation des premières formations de manutentions manuelles. Création en 1965 de l'"Éducation Physique Utilitaire et Professionnelle" appelée aussi " Éducation Physique Ergomotrice". Création en 1964 avec Paul Chauvel d'un centre de formation le « CAMIRA », mise en place de formation de Comportement physique de l'Homme au travail (CPHT). 1966 : premier stage national au C.R.E.P.S. de Voiron (38)  avec Delaubert, Gendrier, Morana du Ministère de la Jeunesse et des Sports et de Charbonnier (sous-directeur de l'INRS qui organise dès 1967-1968 les premiers stages : « Gestes et Postures », qui deviendront bien plus tard « Prévention des risques liés à l'activité physique » (PRAP). Conception en 1968 du film Les dorsolombalgies avec le docteur Gimbert, commandé par le congrès national de la médecine du travail qui a eu lieu à Grenoble. Création d'un groupe de recherche composé de médecins, kinésithérapeutes, enseignants, ingénieurs, ouvriers avec MM. Bellot, Boulard, Brunet, Delplanque, Dupuy, Gendrier, Lefevre, Morana, Parize, Vallet, etc. Mise en application des résultats de recherche, (plus de 4 000 stages) et 2 000 conférences dans les secteurs les plus variés : fonderies, aciéries, agriculture, hôpitaux, pharmacie, métallurgie, banques, transports, collèges techniques, universités, papeteries...). Création en 1978 du concept et des néologismes « ergomotricité » et « ergomotricien » par Gendrier. Travail de recherche en laboratoire (Laboratoire d'études de systèmes pour la sécurité Labsys - Universités Joseph Fourier - Grenoble 1), avec les Professeurs Blanchi et Tanche. Sur les conseils de Michel Gendrier, création en 1979, par le professeur, Roger Bellot, d'un diplôme de 2e cycle d'ergomotricité à l'UFR STAPS de Nancy. Soutenance en 1983 d'une thèse de 3e cycle par Michel Gendrier à l'Université scientifique et médicale de Grenoble. "L'Ergomotricité" - Facteurs de Sécurité.
Aujourd'hui l'Ergomotricité s'inscrit dans les « certifications qualités » obtenus à l'issue de la « démarche qualité ». Elle s'applique dans tous les types d'organisations : collectivités territoriales, activités commerciales et privées et plus particulièrement le BTP...

### Définition
L'ergomotricité se définit comme l'ensemble des comportements psychomoteurs à intégrer par l'homme pour agir, dans son travail avec le maximum de confort, de sécurité et de capacité.
Le champ et la nature des pratiques motrices sont considérées comme un « travail ». Elles sont envisagées sous l'angle de leur rapport au milieu social au sein desquels elles se sont développées.
L'ergomotricité porte un intérêt particulier à l'analyse des tâches, à l'étude des apprentissages et des transferts d'habileté, des savoir-faire et elle met en évidence les données informationnelles, l'analyse des contraintes de temps et d'espace, des risques accidentels plus particulièrement les T.M.S. (Troubles Musculosquelettiques). Si d'ordinaire la motricité est envisagée dans l'ensemble des techniques du quotidien du travail, du jeu et des loisirs, l'ergomotricité se limite aux techniques de travail.  Elle est soumise aux normes du rationnel, (pratique de gestes et mouvements contrôlés, sécurisés et justes), elle favorise le climat social et renforce les facteurs économiques.
Dans notre monde moderne 10 % de nos gestes et mouvements sont réalisés dans le cadre d'activités physiques « ludomotrices » dites activités de loisir, (sports, activités physiques de détente..)  Les 90 % restants de nos mouvements pratiqués souvent dans un temps « contraint » qu'est le travail  (manutention d'objets ou de personnes, déplacements de plain pied ou en situation élevée, manipulation....) prennent pour nom "activités ergomotrices".
L'ergomotricité s'inscrit dans la problématique de la science du travail humain, elle comprend, la connaissance de la physiologie, des mouvements et leur apprentissage, elle participe à la lutte : contre la fatigue, des répercussions, et les nocivités du geste mal réalisé, ou inadapté. Elle participe à la mise en adéquation du système Homme-Machine, par la gestion des hauteurs des postes de travail, en participants à l'étude des équipements, en évaluant les risques professionnels et en pratiquant une analyse des conditions de travail.
L'ergomotricité est devenue dans le temps un véritable concept reconnu par les instances médicales, les entreprises, (formation de médecins du travail, de kinésithérapeutes, de membre de C.H.S.C.T. et de chefs d'entreprises). Son intérêt est soulevé par une prise en compte au niveau tant national qu'européen (voir directives du 1er janvier 2001) et directive de la C.E.E. en date du 29 mai 1990 reprise par le décret du J.O. du 3 septembre 1992 qui réglemente les prescriptions minimales de sécurité concernant la manutention manuelle de charges comportant des risques, notamment lombaires pour les travailleurs.

## Méthodologie
Le concept d'ergomotricité est basé sur l'analyse des gestes et des mouvements trop souvent inadaptés au travail. Il est enseigné aujourd'hui dans des milliers d'entreprises, et dans certains établissements scolaires (Lycées agricoles, Centres d'apprentissages, Entreprises pharmaceutiques, Agroalimentaire, Aérospatiale, Alsthom, Renault, R.A.T.P., Milieu hospitalier, E.D.F., S.N.C.F.......) en Europe, en Amérique du Nord, (Bombardier, Milieu hospitalier), en Russie, (Gaztrom, fonderies), en Tunisie, (Syndicat de l'hostellerie, Aciéries de Bizerte), Algérie Annaba (aciéries, Arcelor Mittal, ) et dans certains pays Asiatiques. Le concept d'Ergomotricité s'applique dans tous les secteurs d'activités (entreprises, administrations, milieux hospitaliers, agricoles et encore trop peu en milieu scolaire).
L'ergomotricité est pensée à partir des problèmes rencontrés sur les lieux de travail et des difficultés à vaincre, et non en fonction de telles ou telles méthodes. Elle apporte une réponse aux difficultés d'adaptabilité physique de l'homme à son milieu de travail, à la gestion de son temps et de son espace. Elle permet une diminution de la fatigue  et des accidents du travail plus particulièrement des T.M.S. (Troubles Musculosquelettiques). On enregistre parmi le personnel formé, (suivant la "formule" employée dans toutes les entreprises françaises) une diminution de 55 à 65 % du taux de fréquence. FORMULE : Nombre d'accidents avec arrêt sur 1 000 000 d'heures de travail. Ces accidents du travail  sont surtout dus à des manutentions, des manipulations ou des déplacements sur les lieux de travail. Bien au-delà de la diminution des accidents du travail, les entreprises reconnaissent à ces formations un facteur de sociabilisation et d'amélioration des conditions de travail.
L'ergomotricité est initiée, depuis plus de 50 ans par Michel Gendrier -  Docteur chercheur en Ergomotricité et par un collège de professionnels, qui, dans le cadre de forums, et de réunions  participatifs ont mis en relation les verbalisations  de l'ensemble des acteurs sociaux, et des opérateurs ; ils ont collecté et analysé les observations des opérateurs sur des centaines postes de travail, pour en traduire un véritable concept. Dans ce collège on retrouve des  kinésithérapeutes, médecins du travail, ergonomes, enseignants d'éducation physique, ingénieurs de sécurité, membres des Comités d'Hygiène de Sécurité et des Conditions de travail. 
Grâce aux observations faites par les différents membres du collège, l'ergomotricité identifie les sources de non-valeur ajoutée de la fabrication, les  gestes et les déplacements irrationnels ou inutiles... qui constituent le plus souvent les accidents de travail.  Ces observations favorisent l'émergence de modes opératoires nouveaux, de solutions justes, économiques et sécurisées. Par une pédagogie adaptée, l'ergomotricité propose à chaque « formé » de faire une analyse mentale : de la technique gestuelle de travail, des modes opératoires, de l'organisation spatiale de son environnement de travail, et de sa propre motricité. À la suite de cela l'opérateur doit être capable d'apporter une réponse positive ou un correctif à toutes les situations de travail.

## Objectifs
L'objectif de l'ergomotricité est de donner les moyens à l'homme de maîtriser ses gestes et ses mouvements sur les lieux de travail. Il faut qu'il soit capable de faire une analyse mentale de sa propre motricité, afin qu'il apporte une réponse motrice juste et sécurisée sur son poste de travail. L'opérateur doit être capable par l'analyse des situations de faire une évaluation des risques professionnels afin d'agir sur la maîtrise et la gestion de ces risques. Dans de très nombreux cas, l'opérateur rencontre de nombreuses difficultés, (habitudes, automatismes, stéréotypes moteurs) il devra répondre par une anticipation motrice et de comportement tout en tenant compte de l'évolution potentielle de l'action auquel il est confronté. Depuis 35 ans, les services de sécurité, les comités d'hygiène de sécurité et des conditions de travail des entreprises ont démontré que, sur les lieux de travail, l'accident dû au comportement physique de l'homme intervient souvent dans le cadre d'actions motrices qui auraient pu être supprimées - mouvements et déplacements inutiles, gestes perturbateurs et consommateurs d'énergie et souvent ralentisseurs d'efficacité. Dans de nombreux cas l'homme devra lutter contre des gestes parasites (syncinésies) provoqués par de mauvaises attitudes  et de mauvaises coordinations. L'opérateur agira en fonction de plusieurs objectifs : préserver son intégrité physique, et si possible l'améliorer, en laissant intacte la faculté de s'adapter à la nouveauté. Il faut diminuer la pénibilité du travail (la charge physique, la charge mentale). Réduire les contraintes du travail et des activités extra-professionnelles (accidents du travail, inadaptations, attitudes perturbatrices...). Augmenter les facteurs d'adaptabilité et de disponibilité.
Différents paramètres d'observations.
- Comment le travailleur se « voit », comment il « exécute » son travail par rapport à son schéma corporel ?
- Comment le travailleur « voit » son poste de travail, comment il se « situe » par rapport à ce qu'il voit, par rapport à son milieu professionnel, par rapport aux autres ?
- Comment le travailleur « pense » son travail, comment il « agit » par rapport à ce qu'il pense, comment il se différencie de sa machine ?

Les postes de travail sont trop souvent conçus sans tenir compte de ce qui se passe en aval et en amont de la fabrication. Seul le geste professionnel est considéré, à tort, comme acte de production. L'ergomotricien, spécialiste des comportements, analyse et intervient pour réguler l'ensemble de ces données. Il agit sur la perception, l'identification du milieu d'évolution de l'opérateur, pour organiser, mémoriser, et partager les résultats des savoirs. Après ces différentes analyses motrices, il conceptualise et aménage un nouveau poste de travail tout en permettant au travailleur, un « grand angle » de travail d'observation et un champ important d'évolution.  On enregistre aujourd'hui 3 niveaux d'intervention :
1. le poste de travail est un milieu trop standardisé, banalisé, sécurisé, où l'acte moteur se déroule dans un cadre immobilisé, avec des enchaînements programmés avec la création induite de stéréotypes psychomoteurs très performants. (ex. : poste informatisé, travail sur machine-outil...) Le comportement y est très souvent automatisé. On enregistre un taux de fréquence d'accidents faible, mais avec un taux de gravité d'accidents important. Le travailleur se trouve en situations psychomotrices marquées par l'absence de communications praxiques importantes ;
2. périphérie du poste de travail, aussi bien en aval qu'en amont de l'opération, l'absence d'aménagement du milieu et les interactions sociomotrices sont un lieu de causes accidentelles (taux de fréquence d'accidents important, taux de gravité d'accidents moyen); le milieu est en mouvement et peu sécurisé. L'opérateur se trouve en situations sociomotrices importantes marqués par la présence de communications praxiques. Il est constamment à la recherche d'informations, il doit évaluer, scruter le milieu qui l'entoure et doit trouver des indices pertinents qui lui permettront d'adopter la meilleure stratégie d'action. Il agit trop souvent avec des automatismes préalablement utilisés. Il s'adapte mal aux fluctuations du milieu. L'accident y est grave et très fréquent. On y rencontre surtout des accidents du travail liés au déplacement et à la manipulation ;
3. hors du poste de travail, l'opérateur est éloigné de son poste de travail, il pénètre dans un milieu inhabituel fait d'incertitudes. Il est privé d'actions stéréotypées, il se trouve en situation de communication directe. Ce milieu à risques l'oblige à être plus vigilant, il invente maladroitement une nouvelle analyse motrice qui devient à son tour accidentelle.

La synthétisation[Quoi ?] du mouvement, la miniaturisation de la production provoquent une intériorisation des actions physiques et des actes mentaux chez l'opérateur. Celui-ci n'est plus à même de libérer l'énergie vitale qui se crée autour du corps, lien entre le milieu et le mental. Le risque d'accident se manifeste précisément lorsqu'il y a rupture entre corps et milieu. Le rythme d'autorégulation est perturbé et il y a relâchement du système de perception et de la transmission des stimuli. Avec un niveau de vigilance ainsi réduit (l'inattention et la maladresse en sont deux manifestations fréquentes) le milieu devient dangereux pour l'opérateur. Son état psycho-énergétique reste au centre de toute intervention ergomotrice.
Le concept de l'ergomotricité est d'agir sur la charge relative du travail (en fonction du niveau d'exigence énergétique de la tâche et la  capacité énergétique et du savoir du sujet). Pour atteindre les objectifs il faut agir en même temps sur les milieux et sur l'homme afin de rendre nulle la charge relative de travail. Il faut provoquer une synergie additive entre une réponse techno-centrée (actions techniques, actions organisationnelles) et une réponse anthropocentrée (savoir-faire gestuel et technique du mouvement).
L'éducation ergomotrice s'efforce d'obtenir :
- la conscience du corps propre (intériorisation des sensations relatives à telle ou telle partie du corps ;
- la maîtrise de l'équilibre, des conduites perceptivo-motrices. L'indépendance des différents segments, (jambes, tronc, bras) ;
- la maîtrise des principes de sécurité pour soulever une charge (Fixation de la colonne vertébrale - Appuis stables - Orientation et mobilité des pieds - Superposition des centres de gravité - Action primordiale des jambes). Ces principes ergomoteurs s'appliquent dans toutes les manutentions dites « manuelles » d'objets et de matériels dans les entreprises ou dans les professions de santé (manutentions de malades) ;
- le contrôle puis l'efficacité des diverses coordinations globales, segmentaires et oculo-manuelles, afin de lutter contre les syncinésies (mouvement qui s'effectue dans une partie du corps au moment où s'effectue un mouvement volontaire ou réflexe dans une autre partie du corps) ;
- le développement de l'acuité sensorielle ;
- le contrôle de l'inhibition volontaire et de la respiration ;
- le réglage et organisation des postes de travail, des postures assises, des rythmes de travail avec des temps de récupération. L'exercice rythmé est économique ; grâce à l'alternance des temps forts et faibles, de l'effort et du relâchement, on enregistre un intérêt incontestable dans l'activité de travail ;
- la gestion des flux ;
- la maîtrise du schéma corporel à l'orientation spatiale. L'image corporelle, l'image du moi physique s'édifie grâce aux impressions kinesthésiques, labyrinthiques et surtout visuelles.

Grâce à cette méthodologie d'observation d'anti-échec, d'actions participatives, de mise en adéquation « Corps-milieu » les accidents d'inadaptations (manipulations - manutentions dites manuelles - déplacements de plain pied ou de hauteur) ont diminué de 40 à 60 %.  (comptes rendus d'entreprises)[source insuffisante]. Dans tous les cas la productivité qualitative a été placée en tête des objectifs opérationnel. Les troubles musculosquelettiques et les douleurs lombaires ont largement diminué. Le taux de fréquence (Nombre d'accidents / 1 000 000 d'heures de travail) diminue de 55 à 65 %. (Rapport d'entreprises)[source insuffisante].